# 黃永德
黃永德，台灣戲曲鼓師，從小學習戲曲司鼓（以鼓帶領戲曲樂隊，控制和引導戲曲表演的節奏）藝術，涵蓋京劇、台灣歌仔戲、高甲戲（九甲戲；交加戲）、台灣布袋戲（掌中戲）、北管戲（台灣亂彈戲）、南管戲（梨園戲）各劇種，2006年9月辭世。
他在兼演歌仔戲的台灣京劇戲班（劇團）「寶華興」做很長時間的鼓師（武場領班；武場領導；武場指導）。
曾多次應邀為兼演高甲戲的歌仔戲團「新金英」司鼓。
還曾在「日活」、「華台園」、「福聲」、「新和興」、「宏聲」、「民權」、「鴻明」等許多個歌仔戲劇團任鼓師職務。
京劇司鼓作品有《烏龍院》、《秦香蓮》等。
歌仔戲司鼓作品有《山伯英台》、《八郎探母》、《天下第一家》、《康熙君造浮橋》等。
其他劇種司鼓作品有《陳三五娘》等。
他曾應台灣（中華民國）台灣歌仔學會邀請，出任台灣歌仔學會武場班的指導教師，學會音樂指導王振義輔助教學，培養出林澤源等學生。
1999年台灣行政院文化建設委員會主辦的「台灣傳統歌仔戲藝術薪傳計畫：扮仙戲紀錄保存」，錄製出版《天官賜福》、《醉八仙》、《三仙會》、《跳加官》、《金榜》、《鬧虎》這些吉慶戲的影音，他做鼓師，文場領班葉明德吹嗩吶，楊金鳳彈月琴、三弦。
《天下第一家》實況錄影DVD已由直屬台灣行政院文化建設委員會的國立傳統藝術中心於2006年出版，主弦劉文亮，月琴、三弦楊金鳳。
台灣歌仔學會武場班的另1位指導教師是蔡育仁。
林澤源的司鼓作品有王振義編劇；音樂指導；編腔；編曲；製作；文場領班；主弦兼月琴及部份三弦的歌仔戲音樂專輯《琴劍恨》、《新白蛇傳》、《周成過台灣》3CD（王上元擔任鑼、鐃鈸，林江山民樂二胡，何阿通大廣弦，廖錦棟簫、笛、三弦、管、嗩吶、部份大廣弦）和《亂世兒女》等。